# 23821 Morganmonroe
23821 Morganmonroe è un asteroide della fascia principale. Scoperto nel 1998, presenta un'orbita caratterizzata da un semiasse maggiore pari a 2,9675080 UA e da un'eccentricità di 0,0841126, inclinata di 8,67958° rispetto all'eclittica.